# الناقورة (نابلس)
الناقورة هي قرية فلسطينية من قرى الضفة الغربية في مدينة نابلس، وتقع شمال غرب المدينة وتبعد عنها حوالي 7.57 كم، وتقع القرية على ارتفاع 464 مترًا فوق سطح البحر.

## الجغرافيا
يحد القرية من الشرق إجنسنيا وزواتا ، ومن الشمال سبسطية، ومن الغرب دير شرف ومن الجنوب بيت إيبا و ودير شرف. يبلغ المعدل السنوي للأمطار فيها حوالي 06. 570 ملم، ومعدل درجة الحرارة فيها يصل إلى 16 درجة مئوية، ويبلغ معدل الرطوبة النسبية حوالي 61%. تبلغ مساحة قرية الناقورة حوالي  5,452 دونما، منها 2,877 دونم هی أراض قابلة للزراعة و 179 دونما أراض سكنية.

## سبب التسمية
سميت قرية الناقورة بهذا الإسم نسبة إلى خربة كانت قريبة من موقع القرية من الجهة الجنوبية وكانت تدعى بالناقولة. كان يسكنها أهالي القرية ومن ثم انتقلوا إلى مكان التجمع الحالي الذي يعود  تاريخ إنشائه إلى أكثر من 4000 عام. يعود أصل سكان القرية إلى اليمن والجزيرة العربية.

## السياحة والأثار
المساجد والمقامات الدينية
- المسجد العمري القديم
- مسجد الريان الجديد

الخرب والأثار
- خربة مقام إبراهيم الأدهم
- خربة الشيخ شولي
- البلدة القديمة
- نبع هارون

## التركيبة السكانية
وفقًا لبيانات الجهاز المركزي للإحصاء الفلسطيني في عام 2007، أن عدد سكان قرية الناقورة بلغ 2,339 نسمة، منهم 1,188 نسمة من الذكور، و 1,151 نسمة من الإناث، ويبلغ عدد الأسر 290 أسرة، وعدد الوحدات السكنية 327 وحدة. تأسس مجلس قروي في القرية عام 1996، ويتكون من 9 أعضاء عينتهم السلطة الوطنية الفلسطينية.  

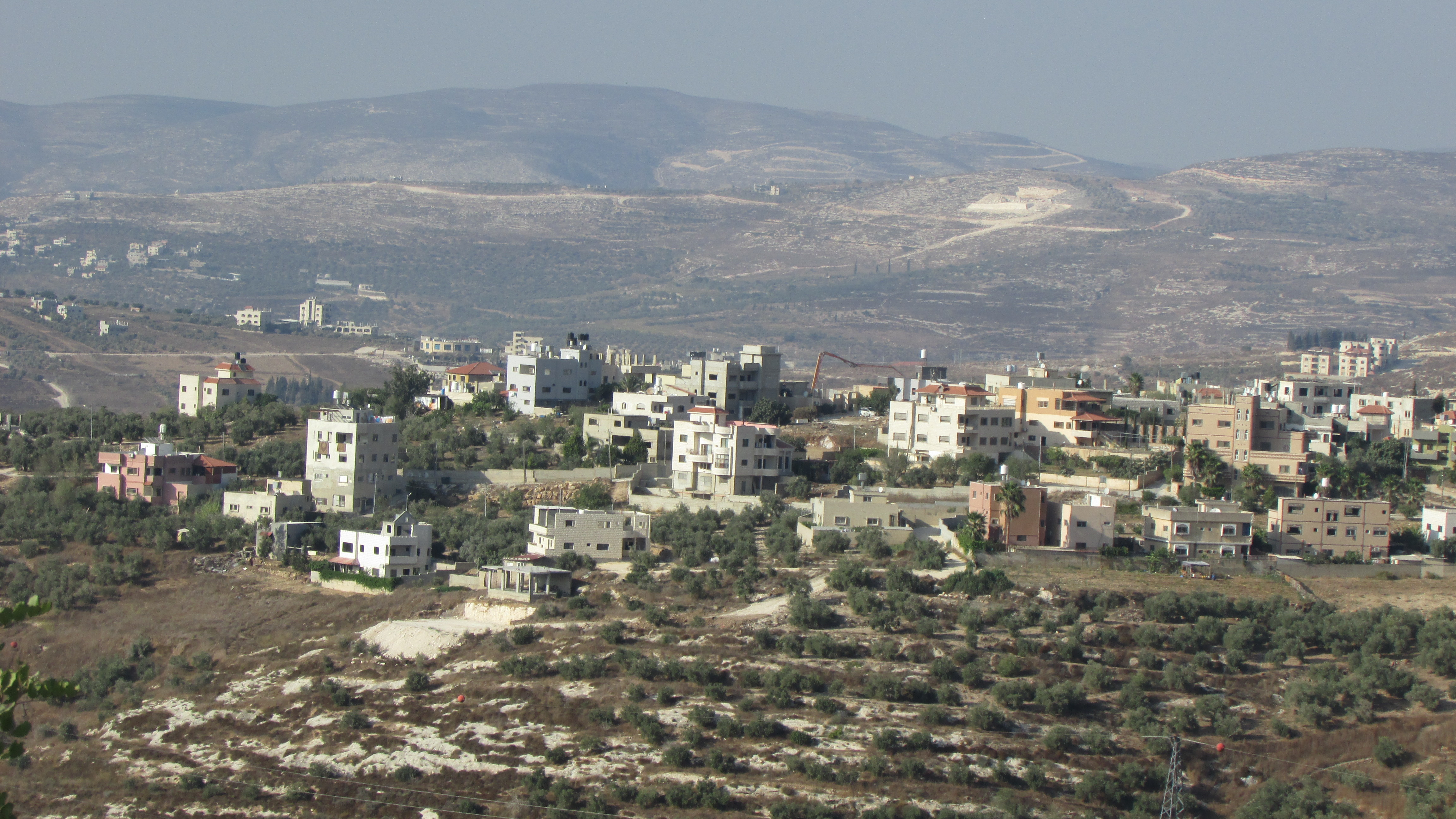
قرية الناقورة، فلسطين

## الإقتصاد
يعتمد الإقتصاد في القرية على عدة قطاعات، أهمها العمل في الداخل المحتل، حيث يستوعب هذا القطاع 40% من القوى العاملة في القرية، ومن ثم الزراعة حيث يشكل 35% من القوى العاملة في القرية، ويعمل 16%  من سكان القرية في الوظائف الحكومية، و5% في قطاع الخدامات، 3% في قطاع التجارة، و1% في قطاع الصناعة.         

## التعليم
بلغت نسبة الأمية في القرية عام 2007 حوالي 5.3 % وشكلت نسبة الإناث منها 82.4. كان هناك 11.1% يستطيعون القراءة والكتابة من مجموع السكان المتعلمين، اما بالنسبة للمستويات التعليمية بين السكان فقد توزعت كالتالي، 24.3% انهوا دراستهم الإبتدائية، و17.6% انهوا دراستهم الإعدادية، 29.2% انهوا دراستهم الثانوية، و12.4 انهوا الدراسات العليا.   

## المؤسسات والخدمات
لا يوجد في القرية أي مؤسسات حكومية، ولكنها تضم عدداً من المؤسسات المحلية والجمعيات الأهلية التي تقدم خدمات متنوعة في المجالات الثقافية والرياضية، ومن أبرزها المجلس القروي وجمعية الناقورة النسوية. كما يوجد فيها عيادة صحية حكومية وعيادة طبيب عام خاصة، وعيادة طبيب اسنان خاصة، في حال عدم توفر الخدمات الصحية في القرية فإن المرضى يتوجهون إلى مستشفى رفيديا، والمستشفى الوطني ومستوصف الرحمة في مدينة نابلس. 

## الإستيطان في القرية
تعاني القرية من اعتداءات استيطانية مثلها مثل باقي القرى في الضفة الغربية، والهدف من هذه الإعتداءات هو الإستلاء على الأراضي الزراعية وإقامة بؤر استيطانية جديدة. تصاعدت هذه الاعتداءات بعد السابع من اكتوبر 2023، حيث تلقى المستوطنون دعماً حكومياً إسرائيلياً لتوسيع سيطرتهم على اراضي الضفة الغربية. في 15 مارس 2024 قام عدد من المستوطنون بوضع طبقة من البسكورس على أراضي في القرية، تمهيداً لوضع كرفانات وإقامة بؤرة استيطانية في أراضي المواطنون، ويعانوا المزارعين من اعتداءات متكررة منها سرقة المحاصيل الزراعية، تخريب شبكات الري والمياه، سرقة مضخات المياه.